# Neocerambyx gigas
Neocerambyx gigas là một loài bọ cánh cứng trong họ Cerambycidae.